# 17703 Bombieri
17703 Bombieri este un asteroid din centura principală de asteroizi.

## Descriere
17703 Bombieri este un asteroid din centura principală de asteroizi. A fost descoperit pe 9 septembrie 1997 la Prescott (Arizona) de Paul G. Comba. Asteroidul prezintă o orbită caracterizată de o semiaxă mare de 2,20 ua, o excentricitate de 0,02 și o înclinație de 1,4° în raport cu ecliptica.